# Crissy Field

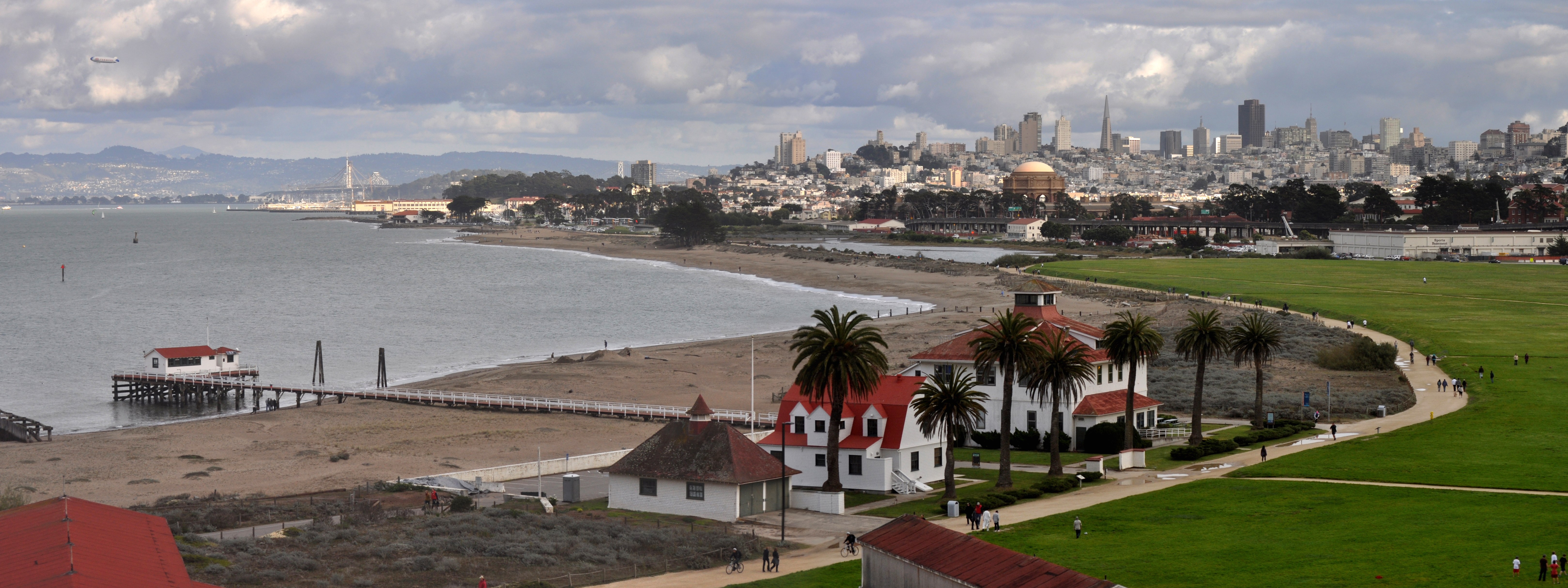
Crissy Field met de skyline van San Francisco op de achtergrond.

Crissy Field is een plaats in de Golden Gate National Recreation Area, in het noordwesten van de Amerikaanse stad San Francisco (Californië). Het ligt aan de Baai van San Francisco, ten zuidoosten van de Golden Gate Bridge, omgeven door het Presidio en grenzend aan het Marina District in het oosten.
Van 1921 tot 1974 werd Crissy Field, historisch deel van het Presidio, gebruikt als vliegveld. Wanneer het Amerikaanse leger in 1994 het Presidio als legerbasis sloot, werd Crissy Field – een onaantrekkelijke mengeling van asfalt en oude gebouwen – overgemaakt aan de National Park Service. De verontreinigde site werd opgekuist en ecologisch gerestaureerd en de gebouwen gerenoveerd. In 2001 opende Crissy Field als een openbaar park.